# Gourrama
Gourrama  (in arabo كرامة‎?) è un centro abitato e comune rurale del Marocco situato nella provincia di Midelt, regione di Drâa-Tafilalet. Conta una popolazione di 14 927 abitanti (censimento 2014).
La città è stata storicamente sede di una cospicua comunità ebraica, che contava 450 membri nel 1951, emigrata in massa verso Israele e Francia negli anni 1950 e 1960.